# Annona parviflora
Annona parviflora là loài thực vật có hoa thuộc họ Na. Loài này được Ruiz & Pav. mô tả khoa học đầu tiên năm 1959.